# Kaligrafia gruzińska
Kaligrafia gruzińska (gruz. ქართული კალიგრაფია) – forma kaligrafii, czyli artystycznego pisma do zapisu języka gruzińskiego. Występuje we wszystkich formach historycznych zapisu języka gruzińskiego. W 2016 roku trzy systemy alfabetu gruzińskiego zostały włączone do niematerialnego dziedzictwa kulturowego UNESCO.

## Historia
Gruzja ma wielowiekową tradycję szkoły kaligraficznej. Ręczne zapisywane książki z pierwszych wieków stały się w Gruzji fenomenem kulturowym i narodowym. Szczególna rola w rozwoju kaligrafii i w życiu literatury gruzińskiej przypisywane jest rozwojowi chrześcijaństwa, odkąd Gruziński Kościół Prawosławny i jego mnisi poświęcili swoje życie dla gruzińskiego piśmiennictwa, tworząc rękopisy i wszelkie zapisy historyczne dla narodu gruzińskiego. Zgodnie z niektórymi wynikami badań dokumentalna historia gruzińskiej kultury pisanej prawdopodobnie zaczyna się od ormiańskich ligatur  (datowanych na 75-79 n.e.). Istnieją też badania potwierdzające początki na X wiek p.n.e. – w 2015 roku na wzgórzu Graklian we wschodniej Gruzji, dzięki wykopaliskom archeologicznym, pod kierownictwem profesora Vakhatbga Licheli, znaleziono najstarszą inskrypcję datowaną na XI-X wiek p.n.e. 
Co roku 14 kwietnia Gruzja obchodzi „Dzień języka gruzińskiego”. W tym dniu odbywają się konkursy kaligrafii, nazwiska zwycięzców i wręczanie nagród najlepszym kaligrafom w Gruzińskim Narodowym Centrum Rękopisów.
Główne ośrodki rozwoju kaligrafii gruzińskiej:
- klasztor Petritsoni w Bułgarii
- klasztor Iviron na górze Athos
- Klasztor Krzyża Jerozolimskiego
- Mar Saba z Jerozolimy
- Klasztor Świętej Katarzyny na Górze Synaj
- Antiochia i Konstantynopol.

## Galeria

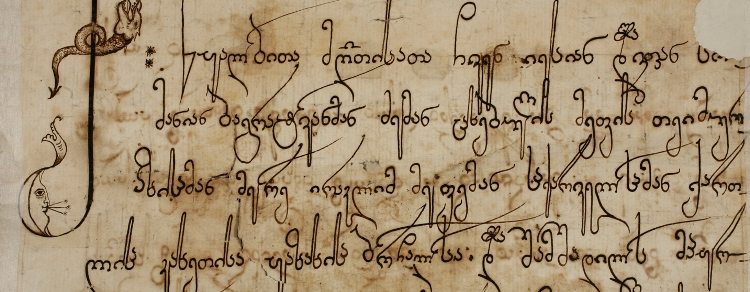
«წყალობითა მღუთისათა ჩვენ იესიან დავითიან სოლომანიან ბაგრატოვანმან ძემან ცხებულის მეფის თეიმურაზისამან მეორე ირაკლი მეფემან საქართველოისამან ქართლისა კახეთისა..» «Z łaski Bożej my, potomkowie Jessego, Dawida, Salomona, Bagrationiego, syna Teimuraza II i Herakliusza II, króla Gruzji, Kartlii i Kachetii…”…»

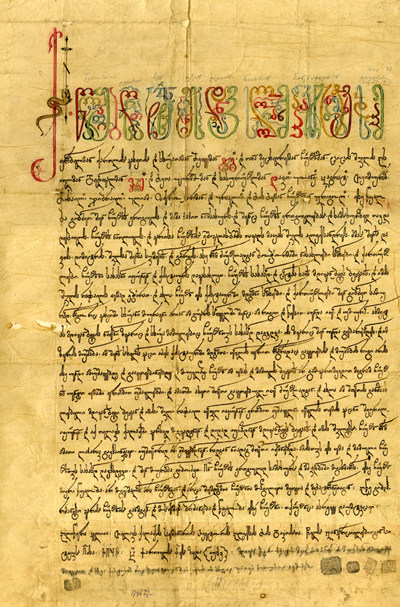
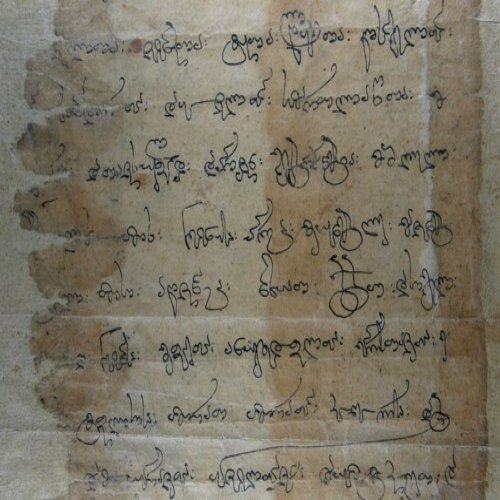
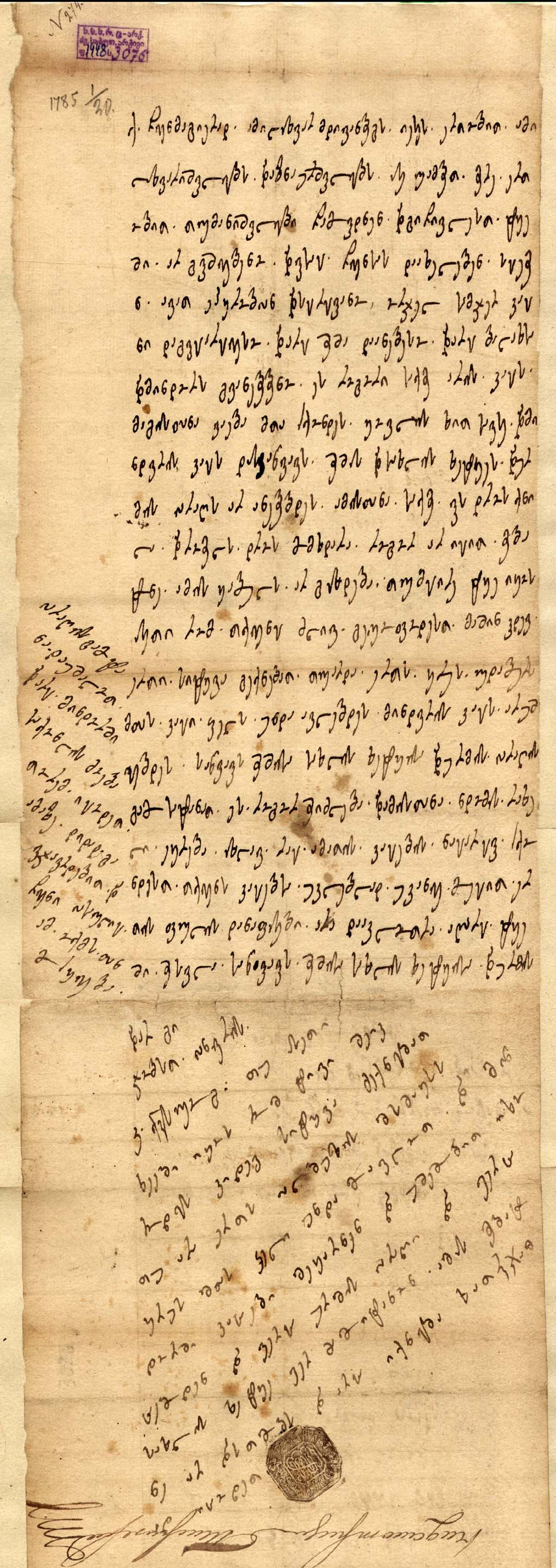
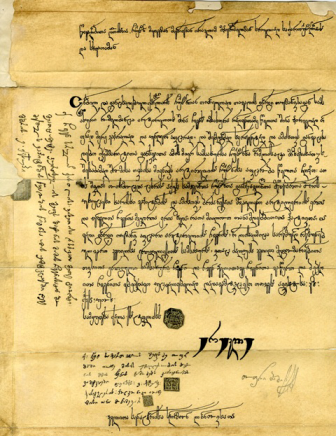
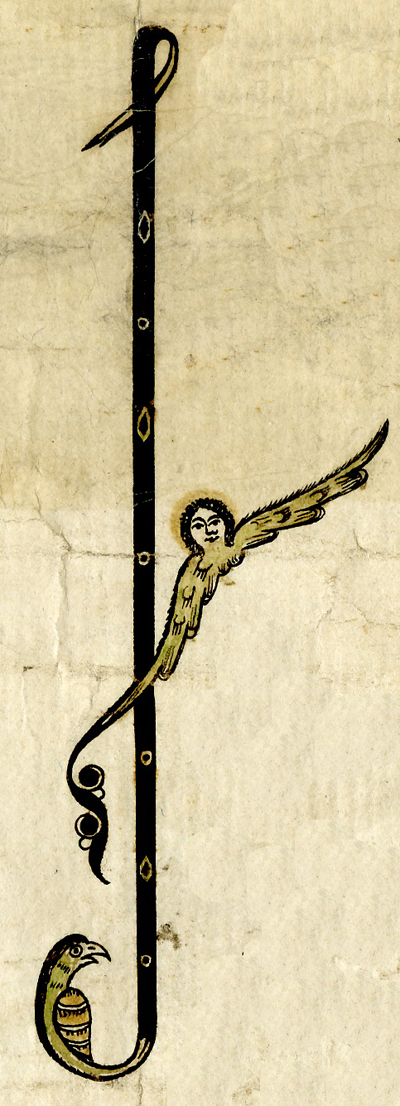
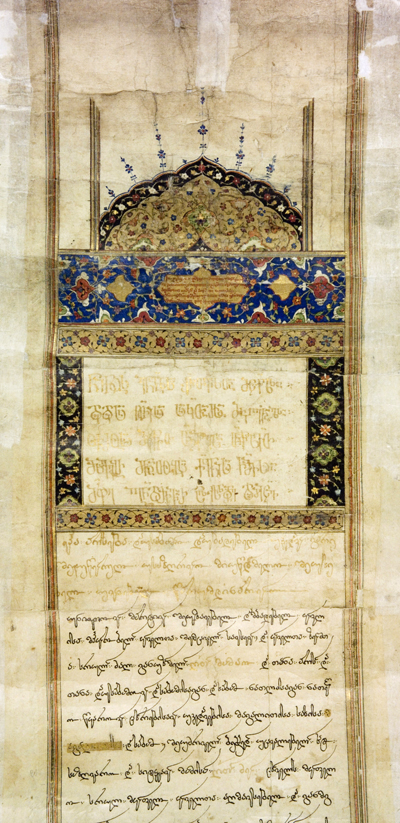
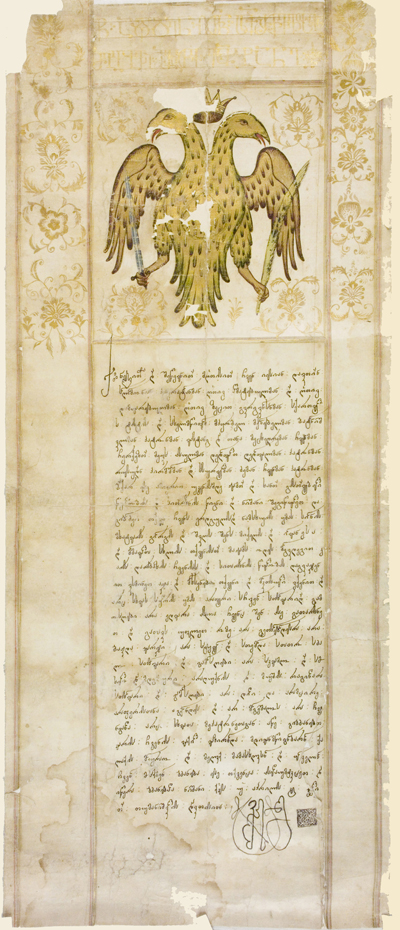
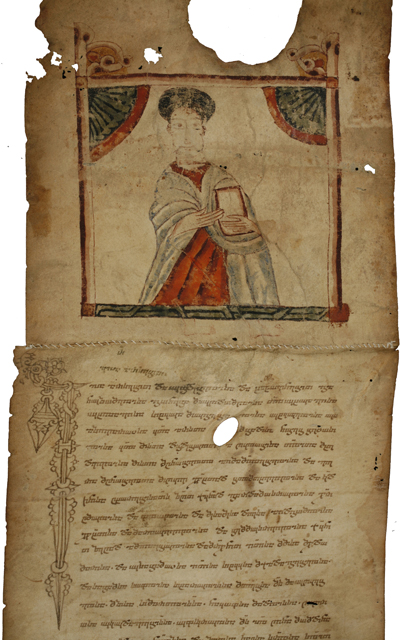
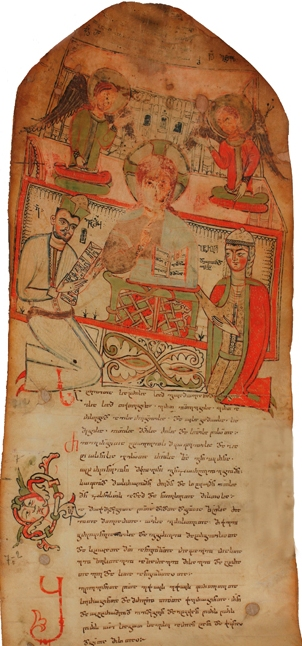
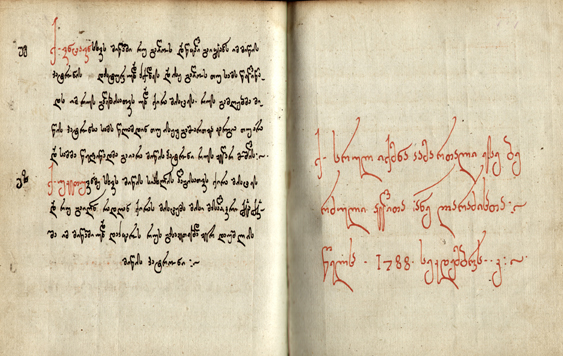
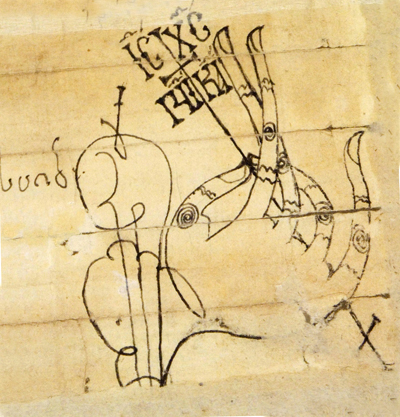
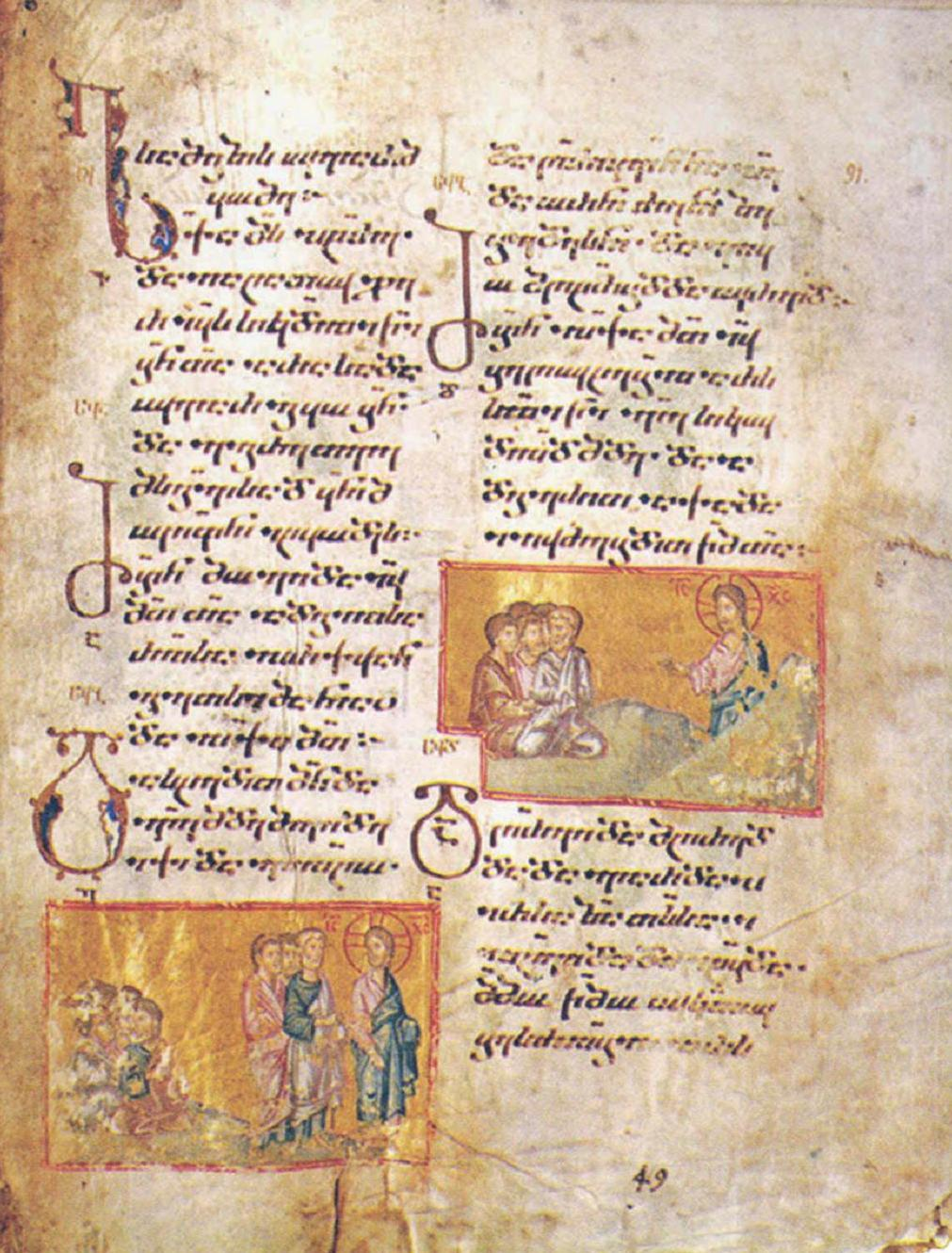
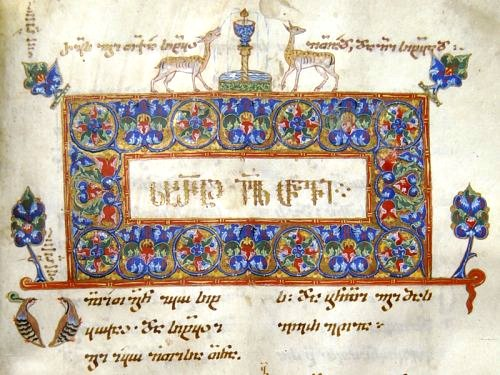
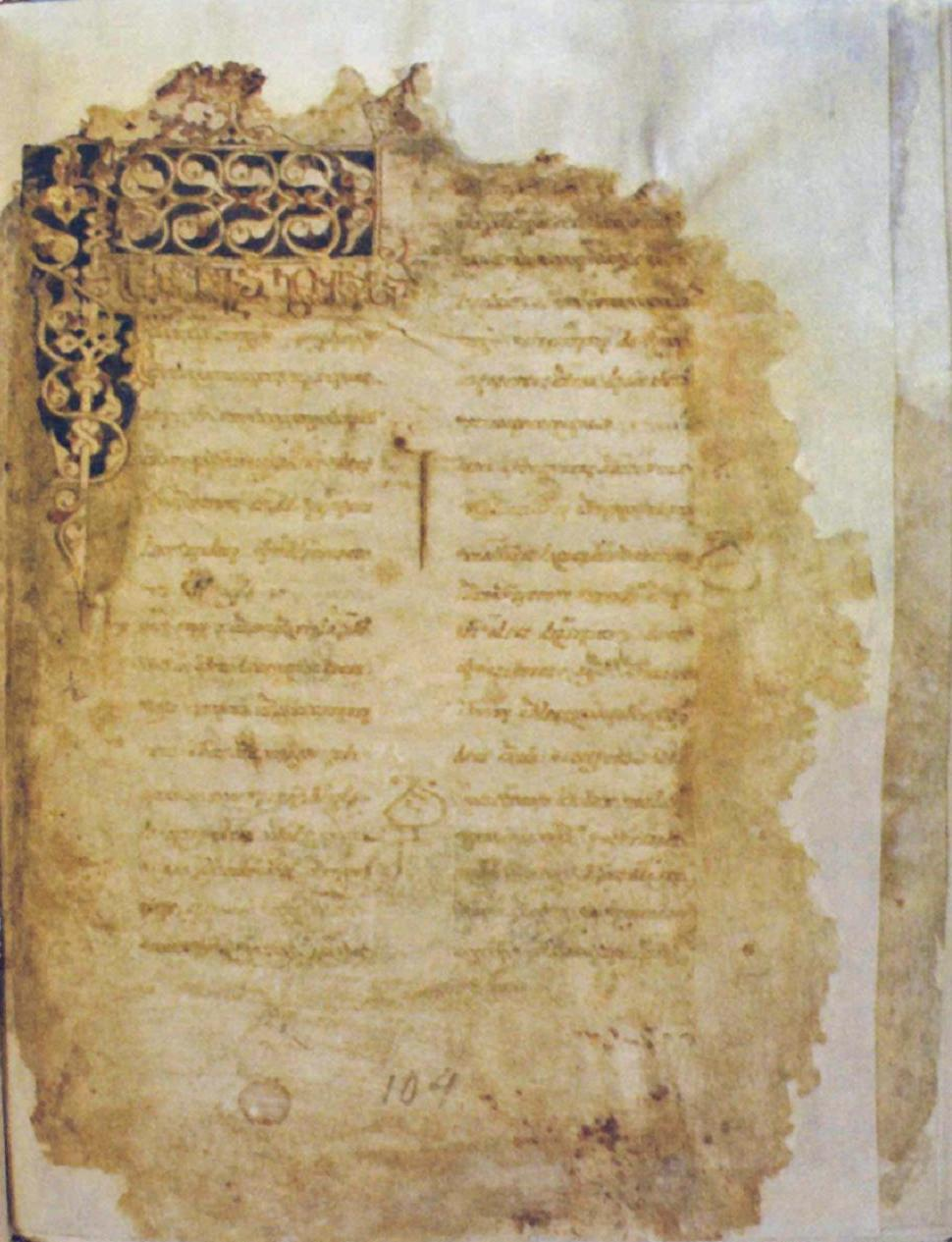
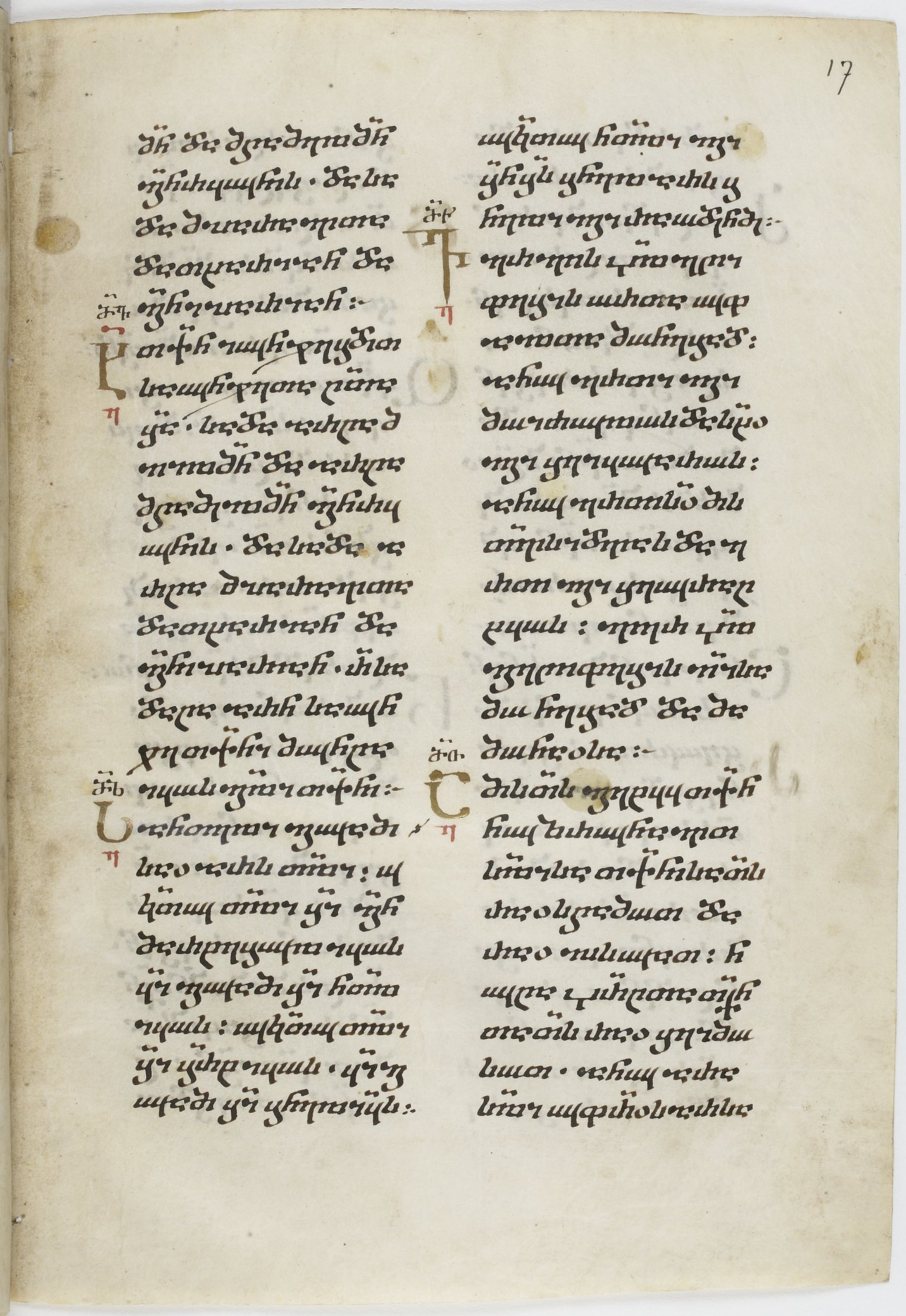
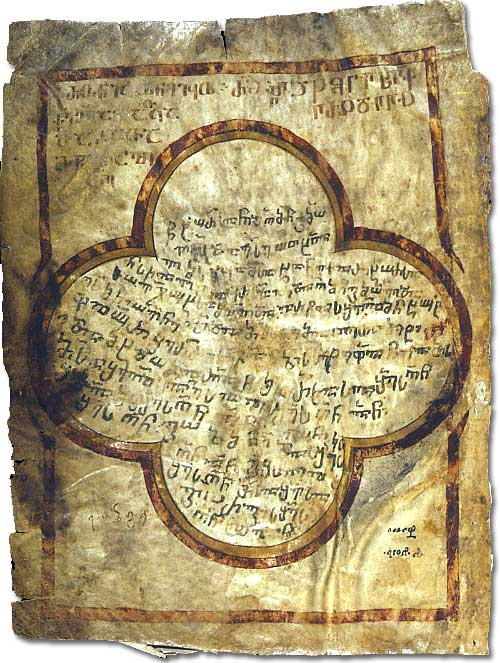
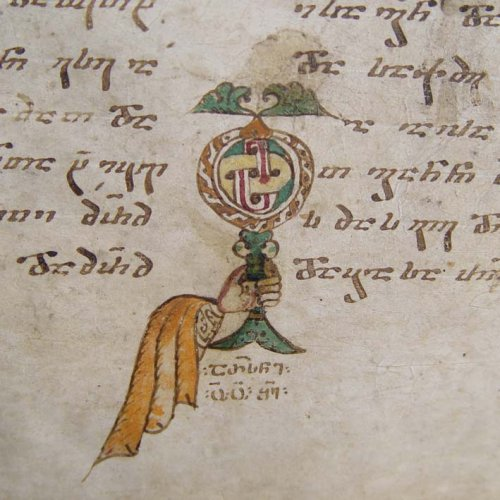
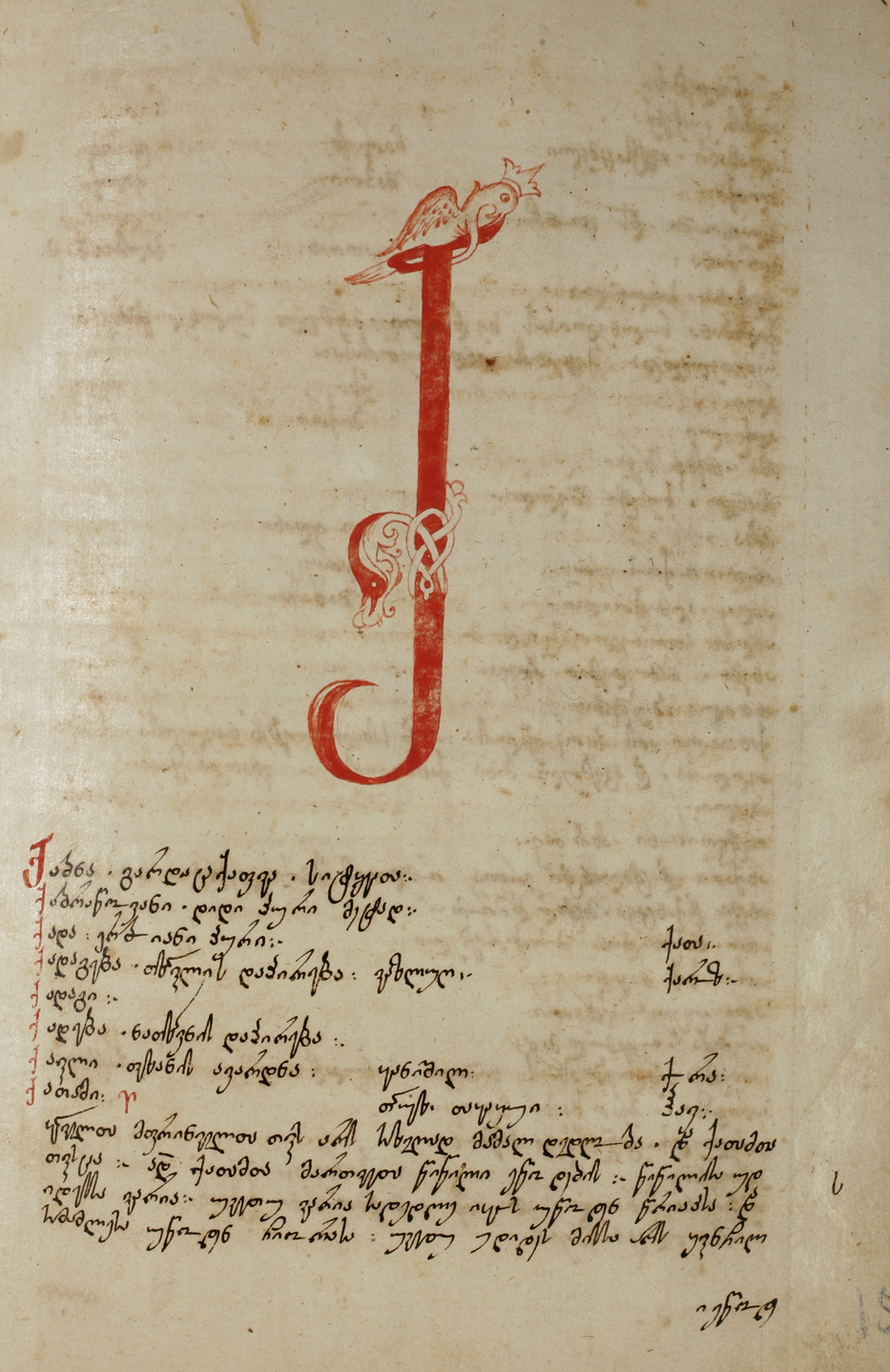
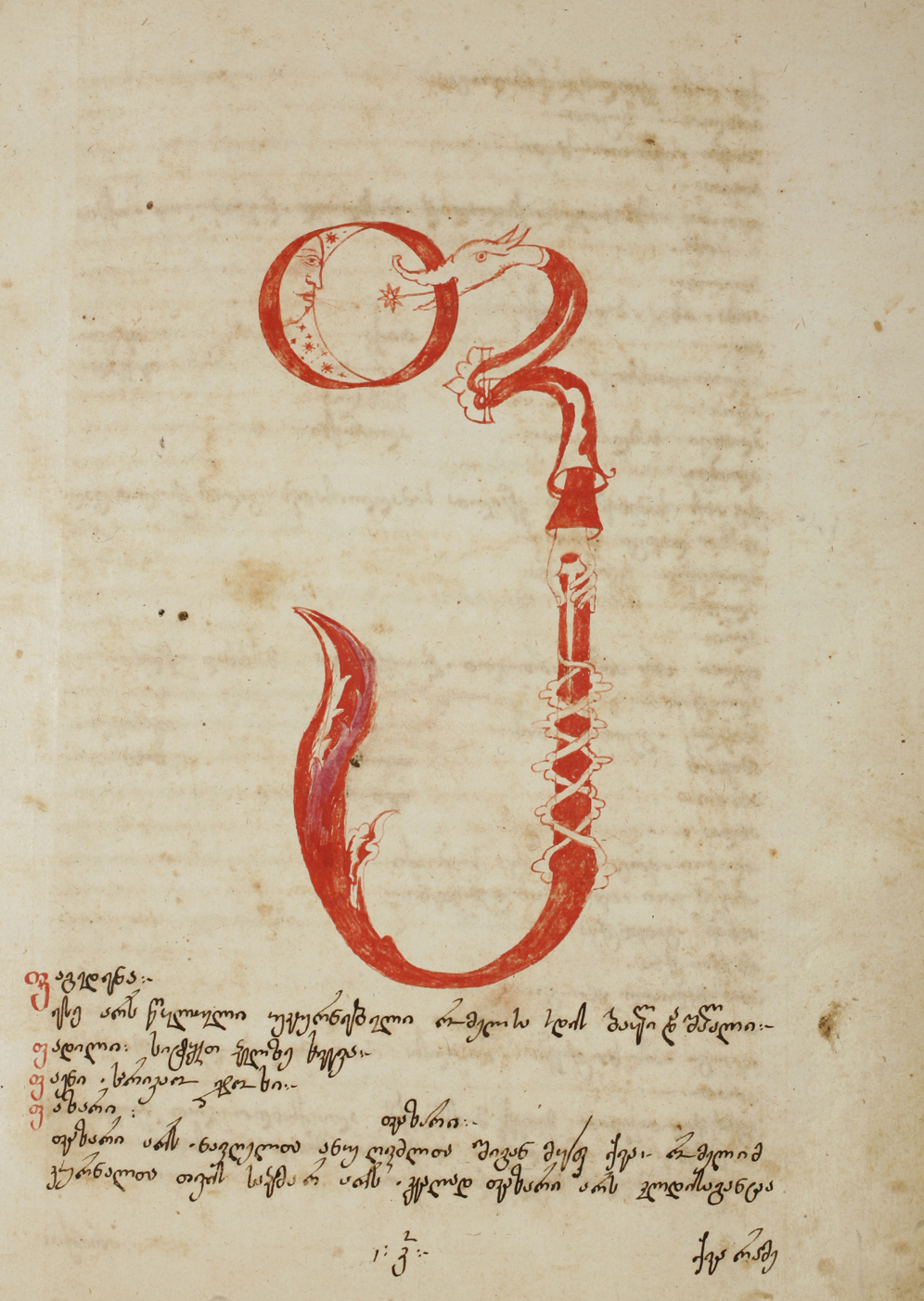
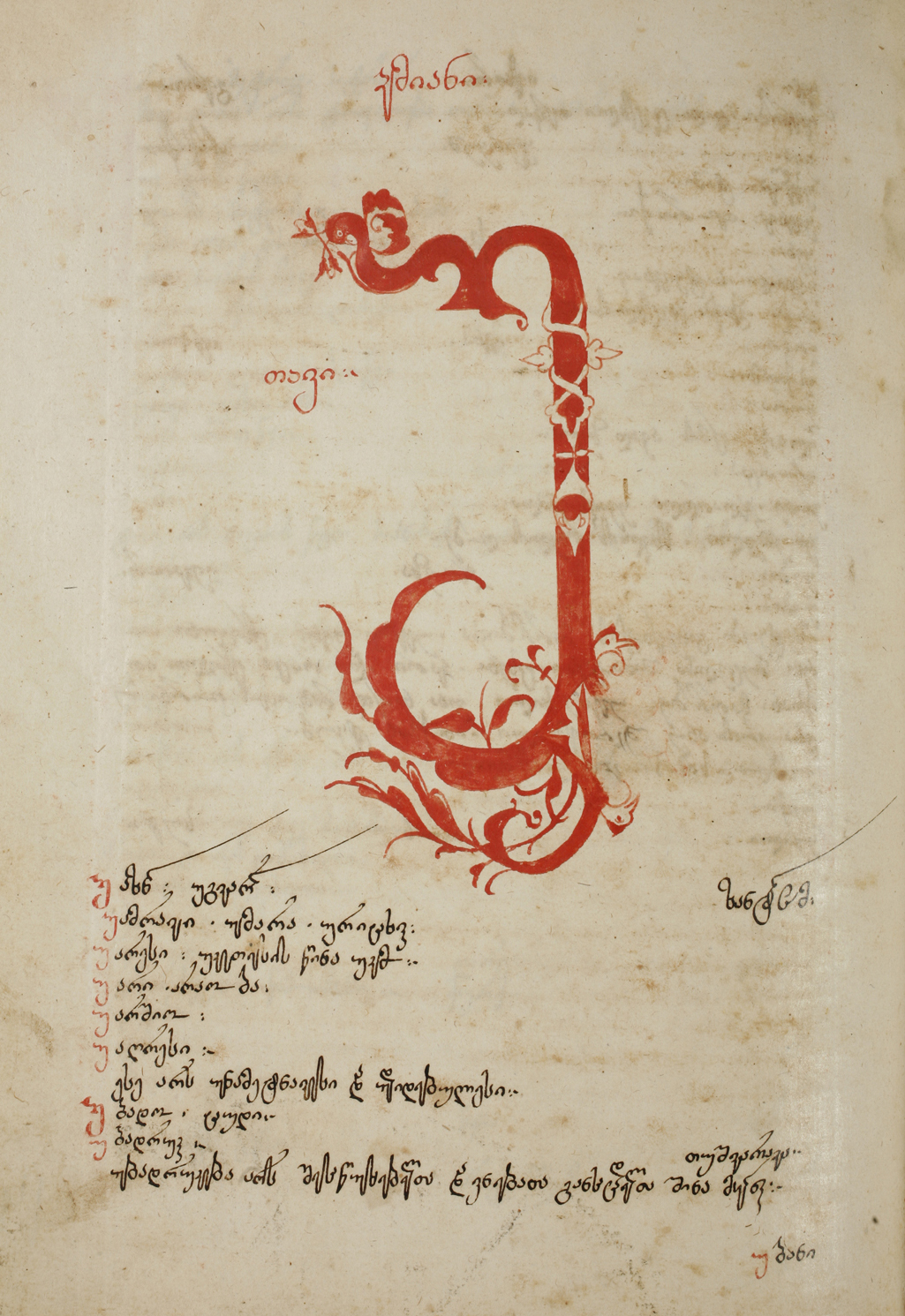
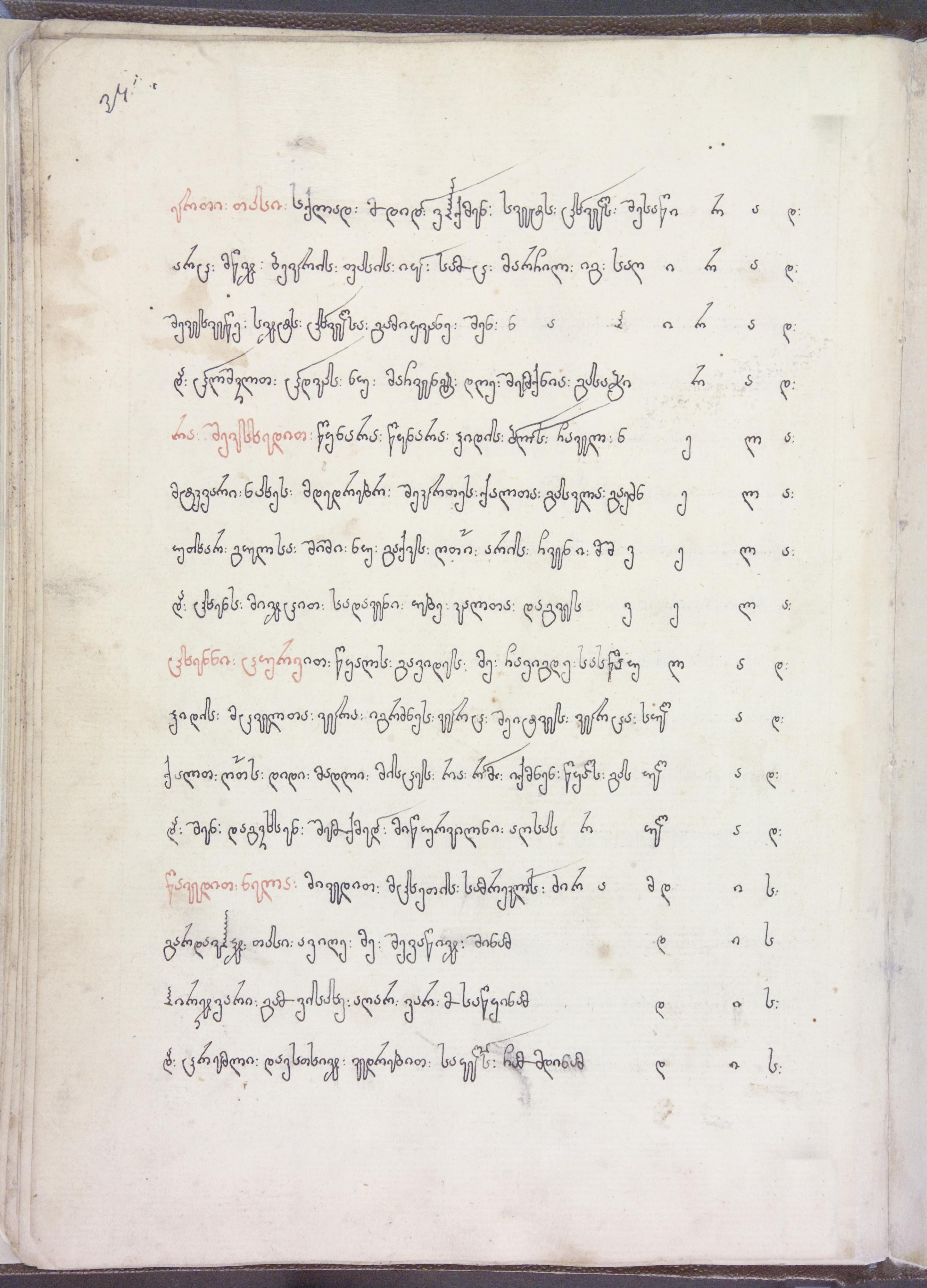
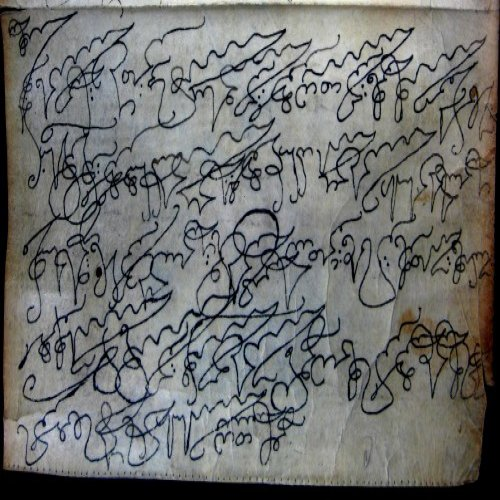
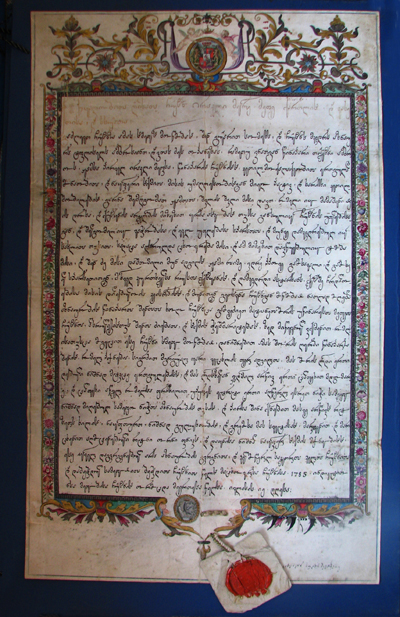
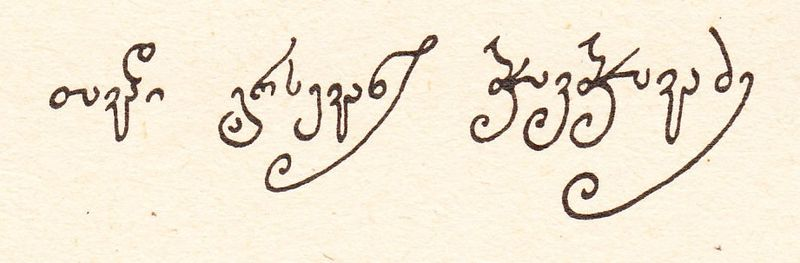